# Moon-sur-Elle
Moon-sur-Elle ist eine französische Gemeinde mit 779 Einwohnern (Stand 1. Januar 2022) im Département Manche in der Region Normandie. Sie liegt im Tal des Flusses Elle.

## Bevölkerungsentwicklung
- 1962: 900
- 1968: 765
- 1975: 665
- 1982: 579
- 1990: 792
- 1999: 818
- 2010: 835
- 2018: 823

Die demografischen Angaben stammen von der INSEE.

## Sehenswürdigkeiten

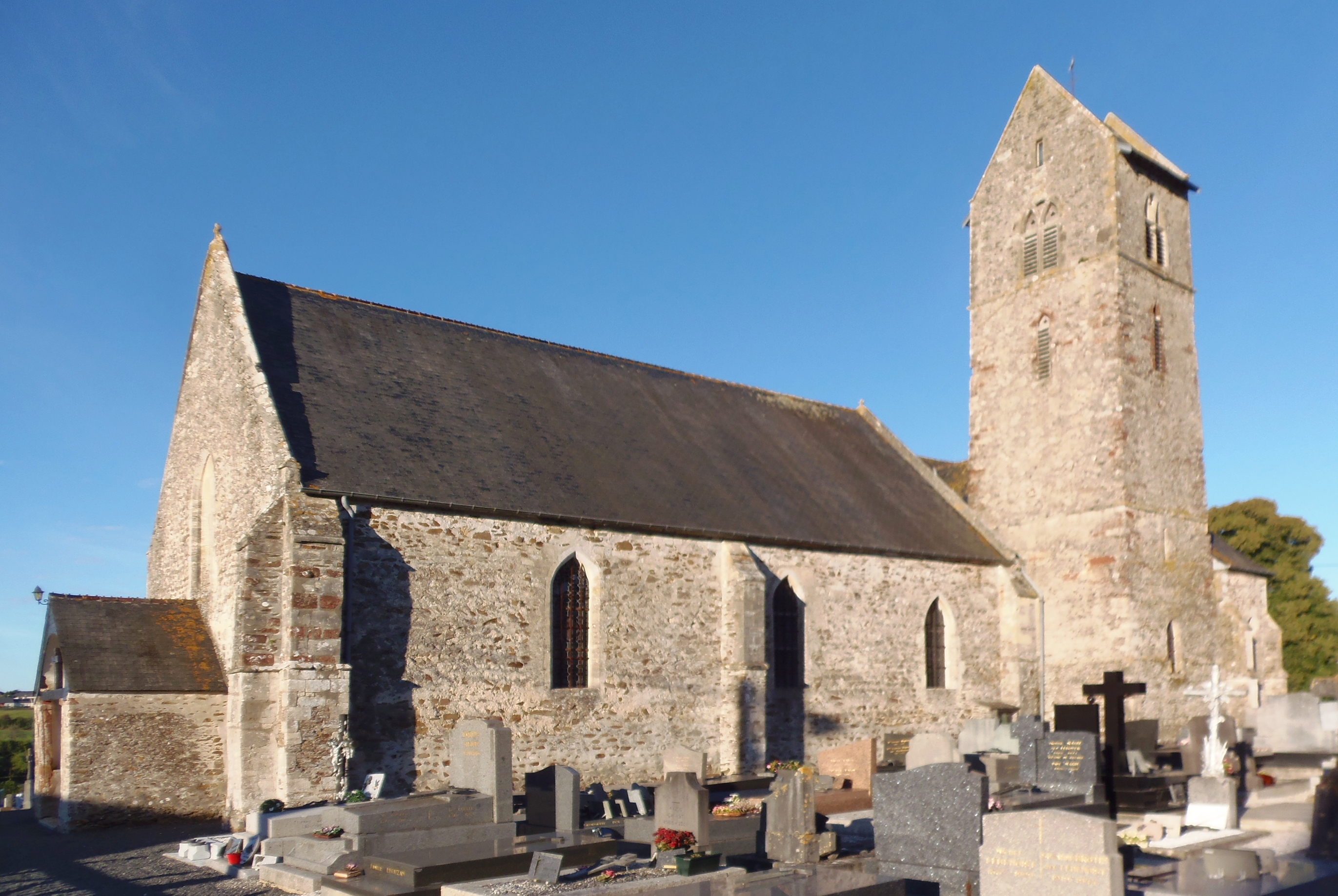
Kirche Mariä Himmelfahrt
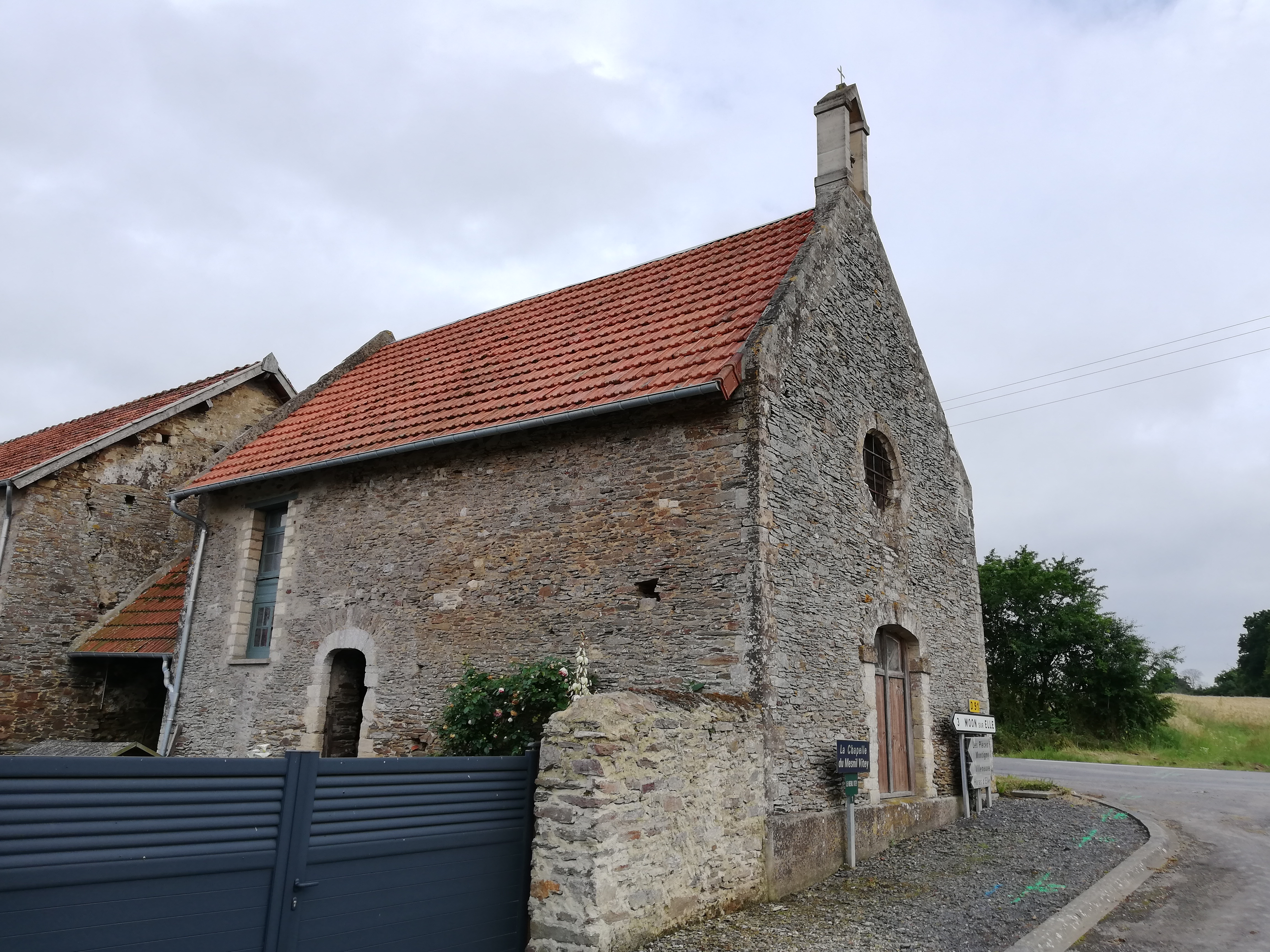
Kapelle Menil-Vitey

## Persönlichkeiten
- Der „général-comte“ Louis Groult des Rivières wurde 1743 in Moon-sur-Elle geboren.